# Asienmeisterschaften im Boxen
Die Asienmeisterschaften im Boxen werden seit 1963 unregelmäßig unter den Regeln der AIBA in zehn Gewichtsklassen ausgetragen. Sie sind neben den Wettbewerben der Asienspiele, die als zweitgrößten Boxwettbewerbe einer Multisportveranstaltung gelten, die wichtigsten asiatischen Boxwettkämpfe.

## Bekannte Turniersieger
Zu den weltweit bekanntesten Turniersiegern zählen unter anderem Ruslan Chagayev, Rustam Saidov, Beibut Schumenow, Gennadi Golowkin, Galib Schafarow, Serik Säpijew, Abbos Atoyev, Ali Mazaheri, Serdar Hudaýberdiýew und Berik Äbdirachmanow.

## Asienmeisterschaften
| Nr. | Jahr | Ort               | Land                         | Artikel |
| --- | ---- | ----------------- | ---------------------------- | ------- |
| 1   | 1963 | Bangkok           | Thailand                     | Details |
| 2   | 1965 | Seoul             | Südkorea                     | Details |
| 3   | 1967 | Colombo           | Sri Lanka                    | Details |
| 4   | 1970 | Manila            | Philippinen                  | Details |
| 5   | 1971 | Teheran           | Iran                         | Details |
| 6   | 1973 | Bangkok           | Thailand                     | Details |
| 7   | 1975 | Yokohama          | Japan                        | Details |
| 8   | 1977 | Jakarta           | Indonesien                   | Details |
| 9   | 1980 | Mumbai            | Indien                       | Details |
| 10  | 1982 | Seoul             | Südkorea                     | Details |
| 11  | 1983 | Naha              | Japan                        | Details |
| 12  | 1985 | Bangkok           | Thailand                     | Details |
| 13  | 1987 | Kuwait            | Kuwait                       | Details |
| 14  | 1989 | Peking            | Volksrepublik China          | Details |
| 15  | 1991 | Bangkok           | Thailand                     | Details |
| 16  | 1992 | Bangkok           | Thailand                     | Details |
| 17  | 1994 | Teheran           | Iran                         | Details |
| 18  | 1995 | Taschkent         | Usbekistan                   | Details |
| 19  | 1997 | Kuala Lumpur      | Malaysia                     | Details |
| 20  | 1999 | Taschkent         | Usbekistan                   | Details |
| 21  | 2002 | Seremban          | Malaysia                     | Details |
| 22  | 2004 | Puerto Princesa   | Philippinen                  | Details |
| 23  | 2005 | Ho-Chi-Minh-Stadt | Vietnam                      | Details |
| 24  | 2007 | Ulaanbaatar       | Mongolei                     | Details |
| 25  | 2009 | Zhuhai            | Volksrepublik China          | Details |
| 26  | 2011 | Incheon           | Südkorea                     | Details |
| 27  | 2013 | Amman             | Jordanien                    | Details |
| 28  | 2015 | Bangkok           | Thailand                     | Details |
| 29  | 2017 | Taschkent         | Usbekistan                   | Details |
| 30  | 2019 | Bangkok           | Thailand                     | Details |
| 31  | 2021 | Dubai             | Vereinigte Arabische Emirate | Details |
| 32  | 2022 | Amman             | Jordanien                    | Details |